# Florida Keys
De Florida Keys zijn een archipel van ongeveer 1700 kleine eilandjes die deel uitmaken van de Amerikaanse staat Florida. Ze strekken zich uit van Miami in het noordoosten naar het zuiden, en buigen vervolgens in westelijke richting af. Het laatste bewoonde eiland, Key West, is slechts 150 km van Cuba verwijderd. Na Key West volgen nog de Dry Tortugas, een onbewoonde eilandengroep, die in 1992 tot Dry Tortugas National Park werd verklaard. De Keys bestaan uit koraalrots en eilanden met mangroven. Alle bewoonde Keys zijn met elkaar en het vasteland verbonden via de Overseas Highway, die het begin vormt van U.S. Route 1.
Op de Florida Keys heerst een tropisch klimaat. Iets meer dan 95 procent van de Keys behoort tot Monroe County, de rest behoort tot Miami-Dade County. Key West heeft een totale oppervlakte van 355,6 km², waar ongeveer 80.000 mensen wonen. Hier woont meer dan 30% van de bevolking. Deze stad is het bestuurlijke centrum van Monroe County.
De benaming Keys is afgeleid van het Spaanse woord Cayos dat eilanden betekent.
De bekendste Keys zijn:
- Key Biscayne, waar jaarlijks het ATP-toernooi van Miami wordt gehouden
- Key Largo, van de gelijknamige film.
- Key West, voormalige woonplaats van de schrijver Ernest Hemingway. Hier is het meest zuidelijke punt van de aaneengesloten staten te vinden.

## Geschiedenis
De oorspronkelijke bewoners van de eilanden waren de Calusa- en de TequestaIndianen. In 1513 werden de eilanden in kaart gebracht door de Spaanse conquistador Juan Ponce de León die ze de naam Los Martires (de martelaren) gaf.
Begin 18e eeuw waren de Keys mogelijk de uitvalsbasis van de Haïtiaanse piraat Black Caesar. In de  19e eeuw werden de eilanden bewoond door wrakduikers naar de schepen die op de route van New Orleans naar de Atlantische Oceaan op de riffen liepen. Tijdens de Amerikaanse Burgeroorlog koos Florida de kant van het zuiden. Bij Key West was een marinebasis gevestigd die de in handen van het noorden bleef en daarmee de Keys ook.
Begin 20e eeuw werd de Overseas Railroad aangelegd die de eilanden met het vasteland verbonden. Deze spoorlijn werd deels vernietigd in een orkaan in 1935⁣, maar veel van de bruggen zouden later als fundament voor de Overseas Highway dienen. In 1927 werd in Key West de vliegmaatschappij Pan American World Airways opgericht om post van de VS naar Cuba te vervoeren.
In de jaren tachtig ondervond het zuiden van Florida de nodige problemen. Enerzijds was er steeds meer drugsmokkel wat leidde tot een gewelddadige drugsoorlog in Miami en anderzijds was er illegale immigratie vanuit Cuba. Om immigranten en drugs die via de Keys het land binnenkwamen te onderscheppen zette de douane een controlepost op de Overseas Highway. Volgens de inwoners van Key West hinderde dit het toerisme en riepen als stunt de onafhankelijke Conchrepubliek uit. Nog elk jaar wordt op 23 april de onafhankelijkheidsdag van deze republiek gevierd.

## Fotogalerij

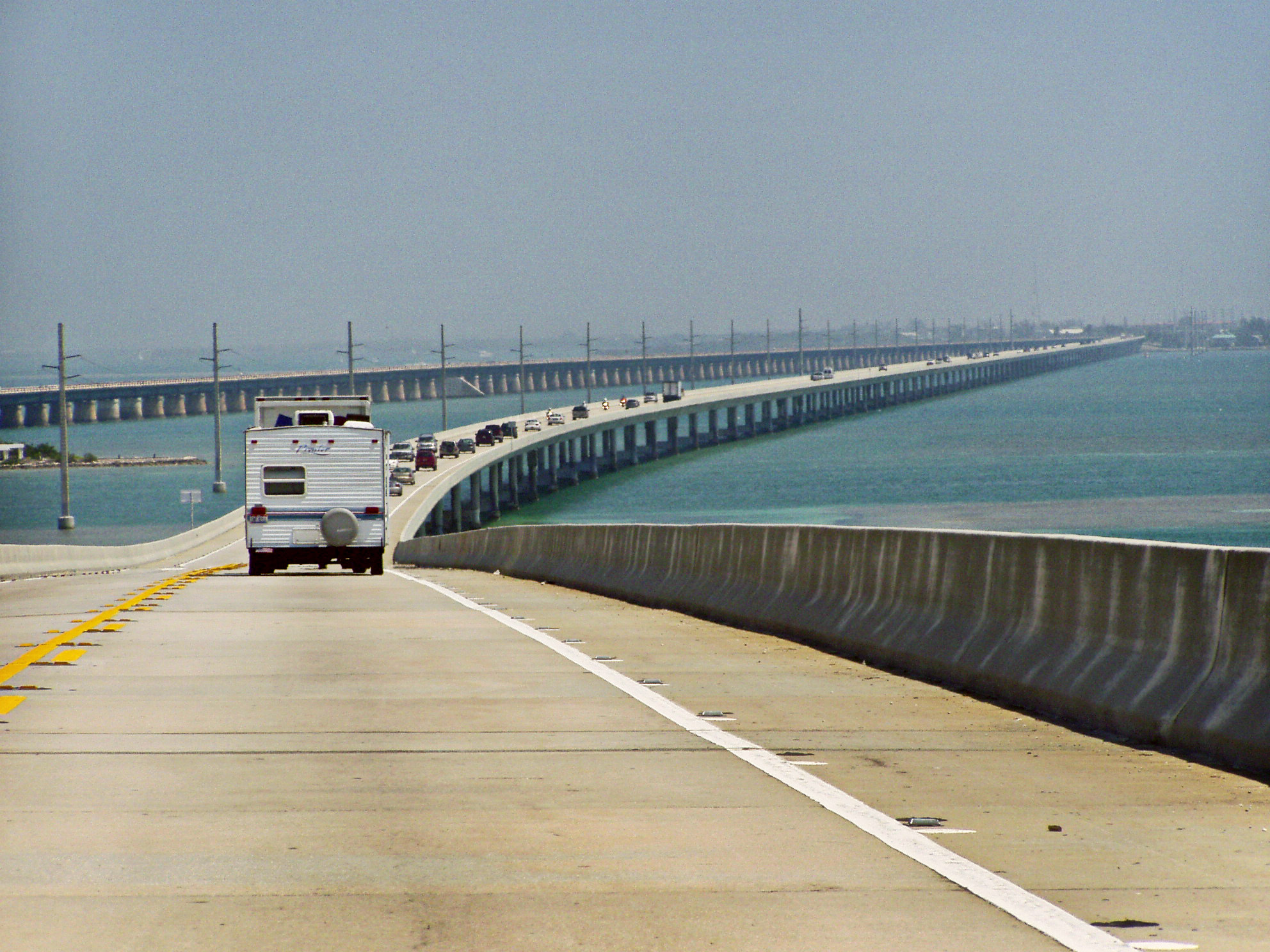
De Seven Mile Bridge, onderdeel van de Overseas Highway
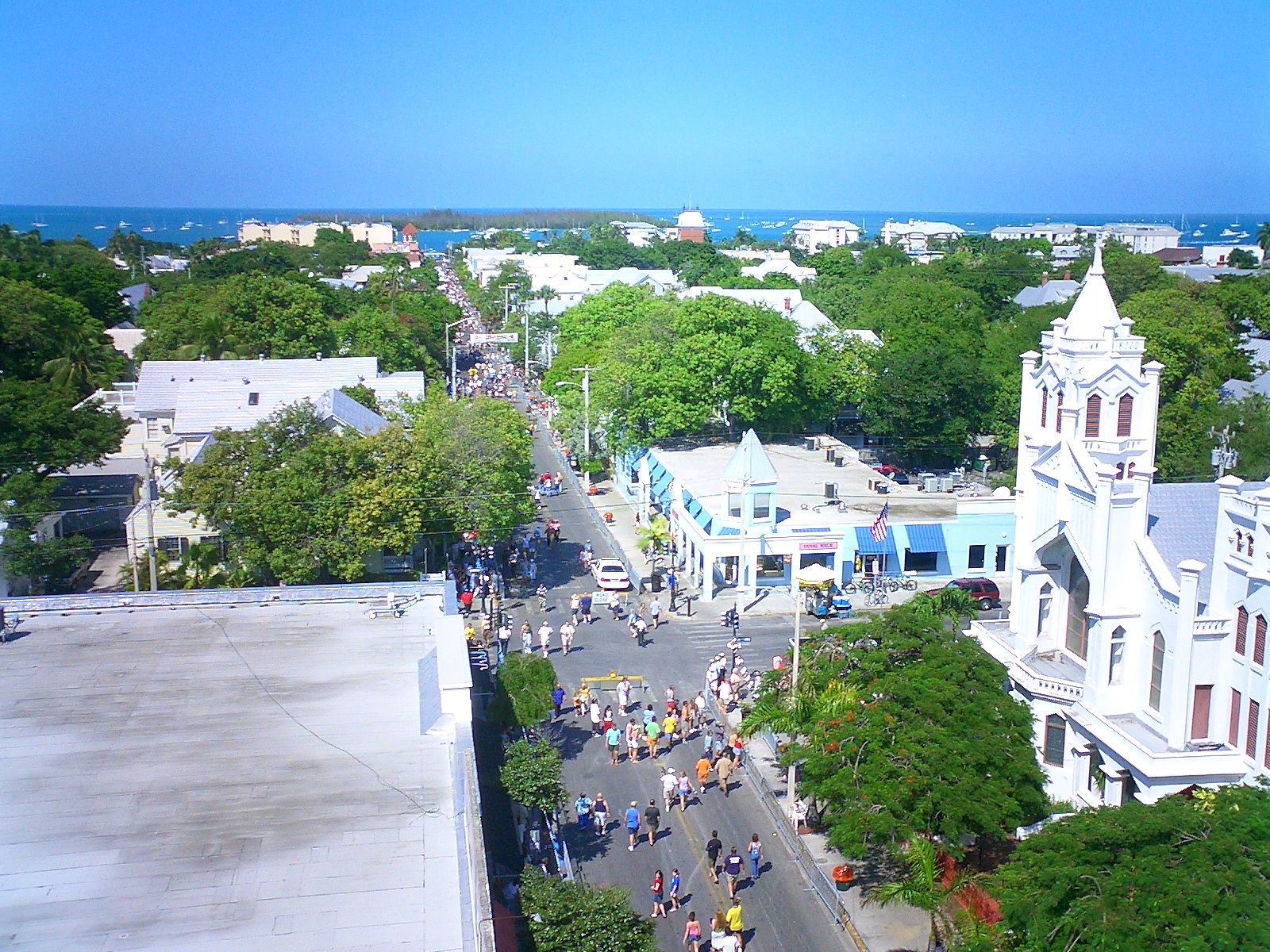
Duval Street op Key West loopt van de Golf van Mexico naar de Atlantische Oceaan en bevat fraaie Victoriaanse gebouwen met Spaanse en Bahamiaanse invloeden.
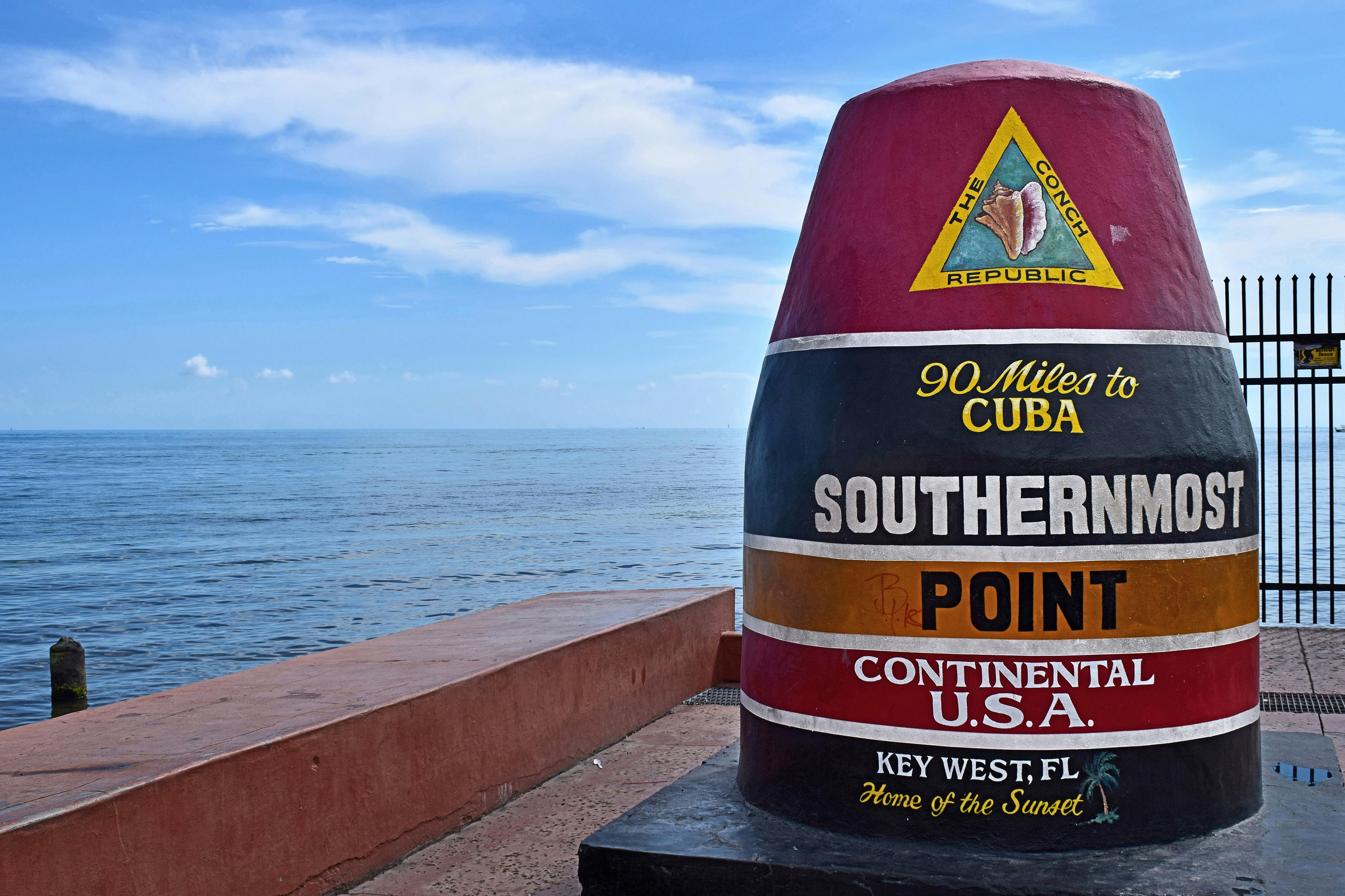
Het zuidelijkste punt van de aaneengesloten staten. Hier vlakbij staat ook het zuidelijkste huis.
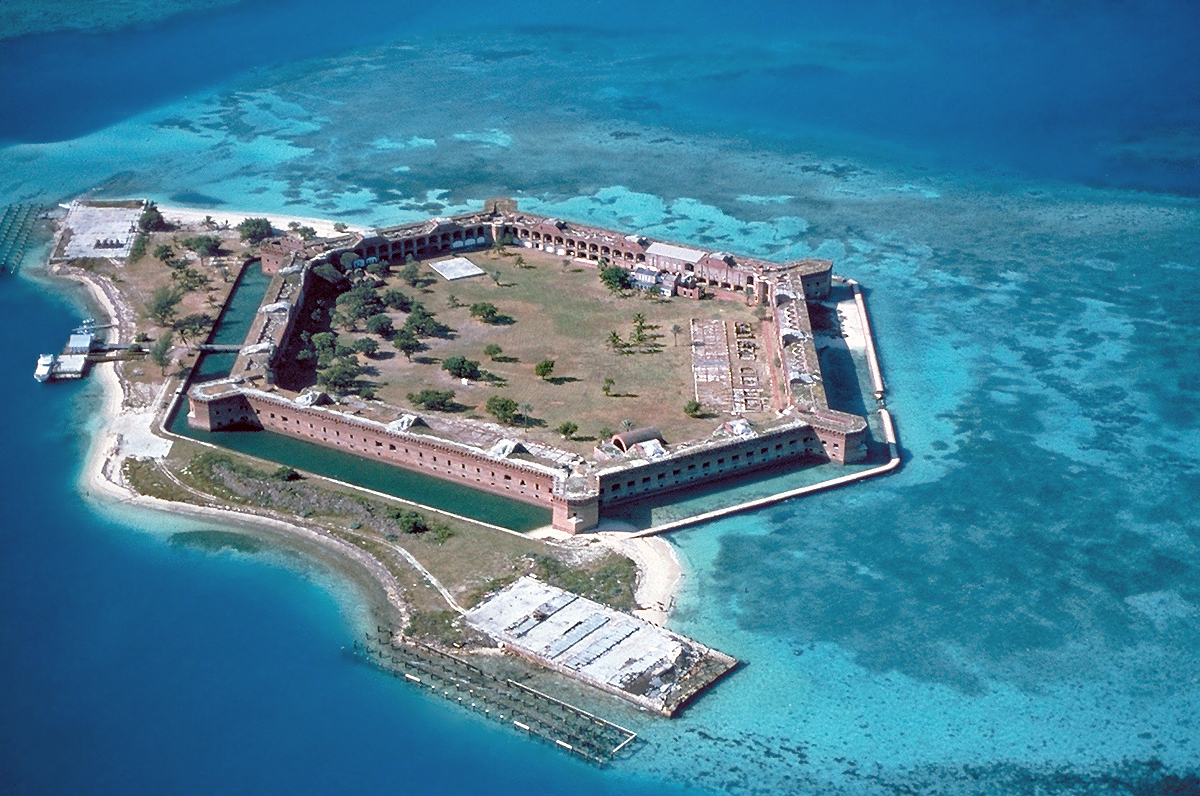
Fort Jefferson in het Dry Tortugas National Park
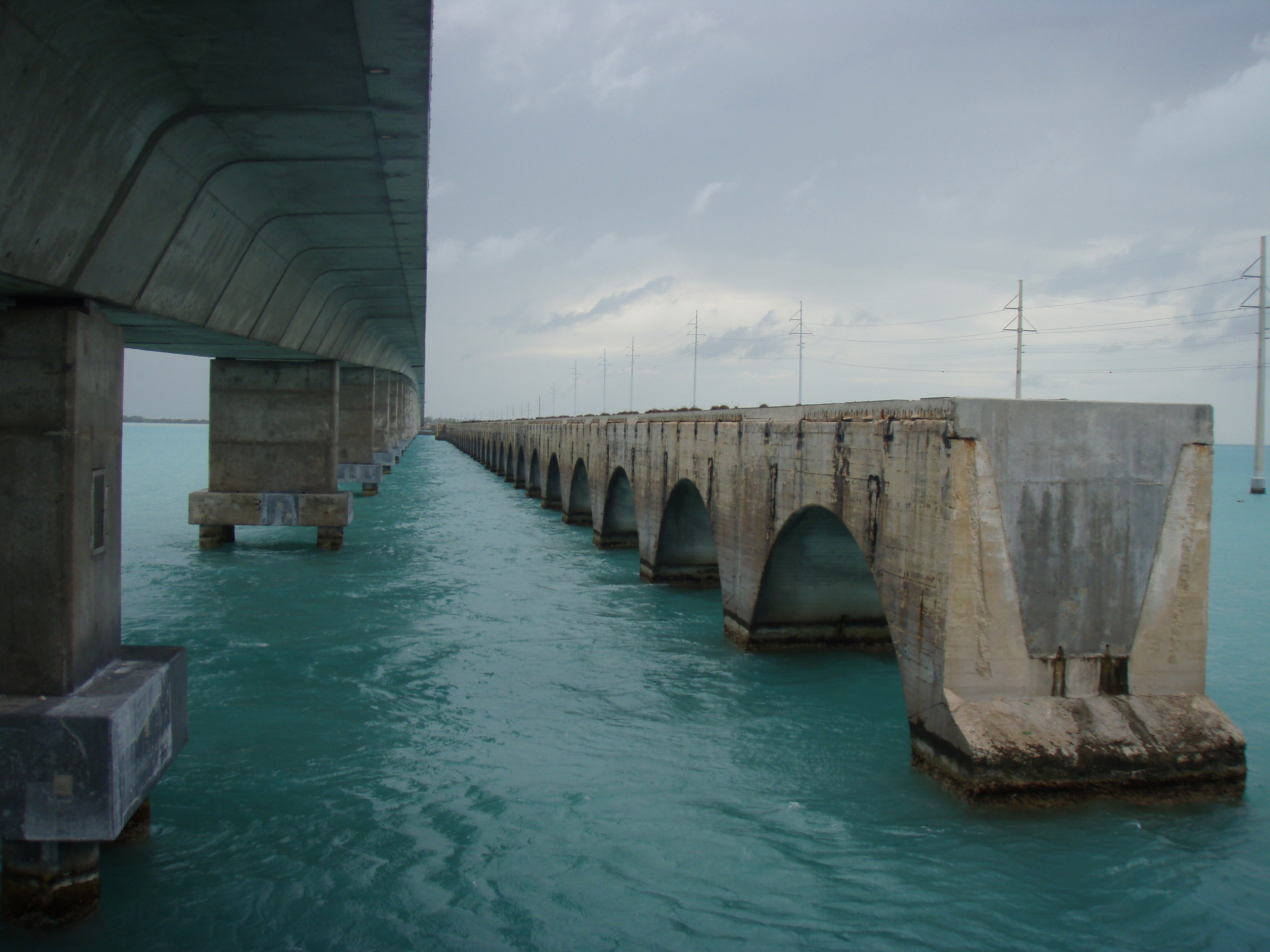
Links de Overseas Highway, rechts de resten van de Overseas Railroad
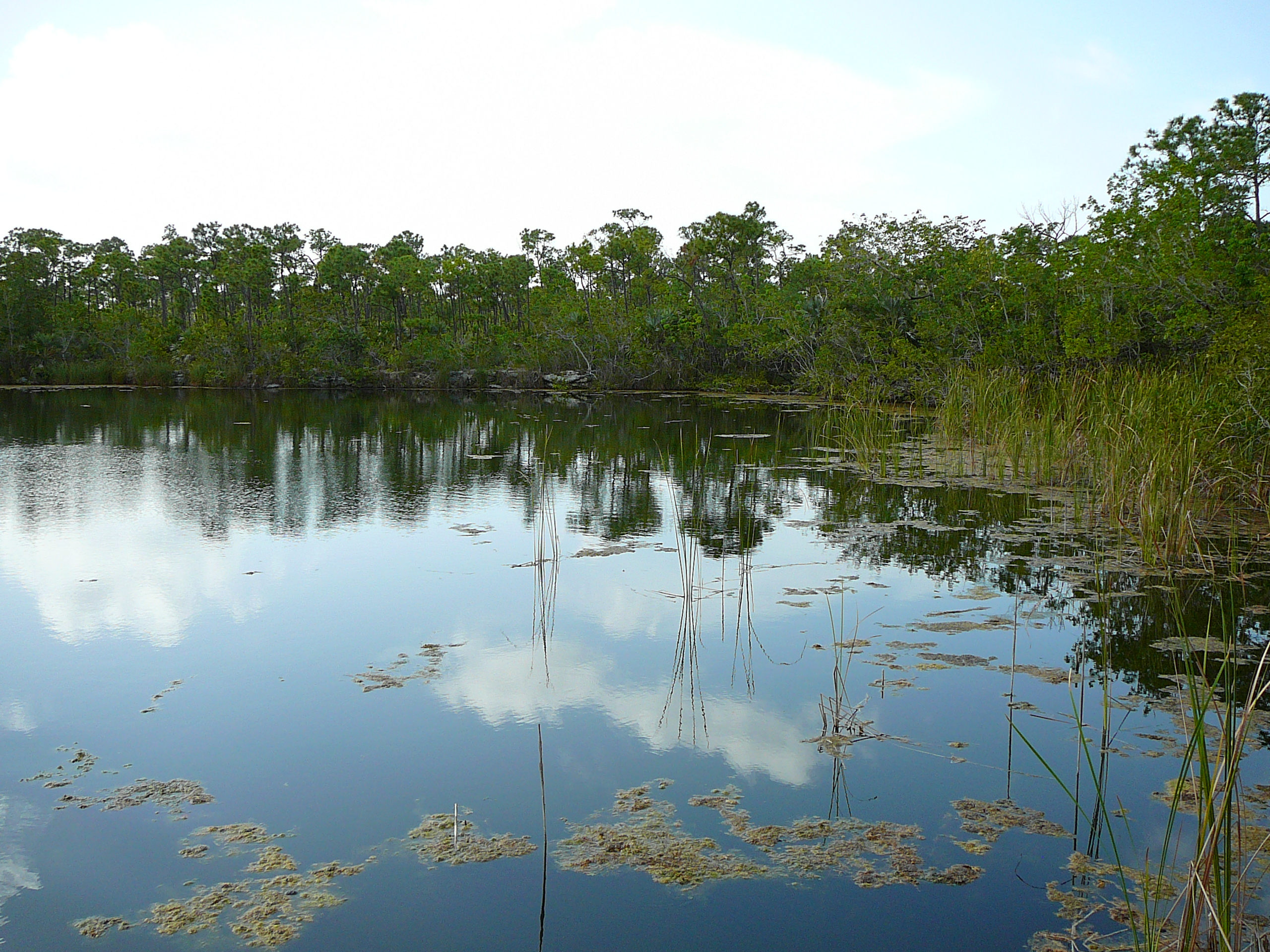
Big Pine Key, Florida Keys
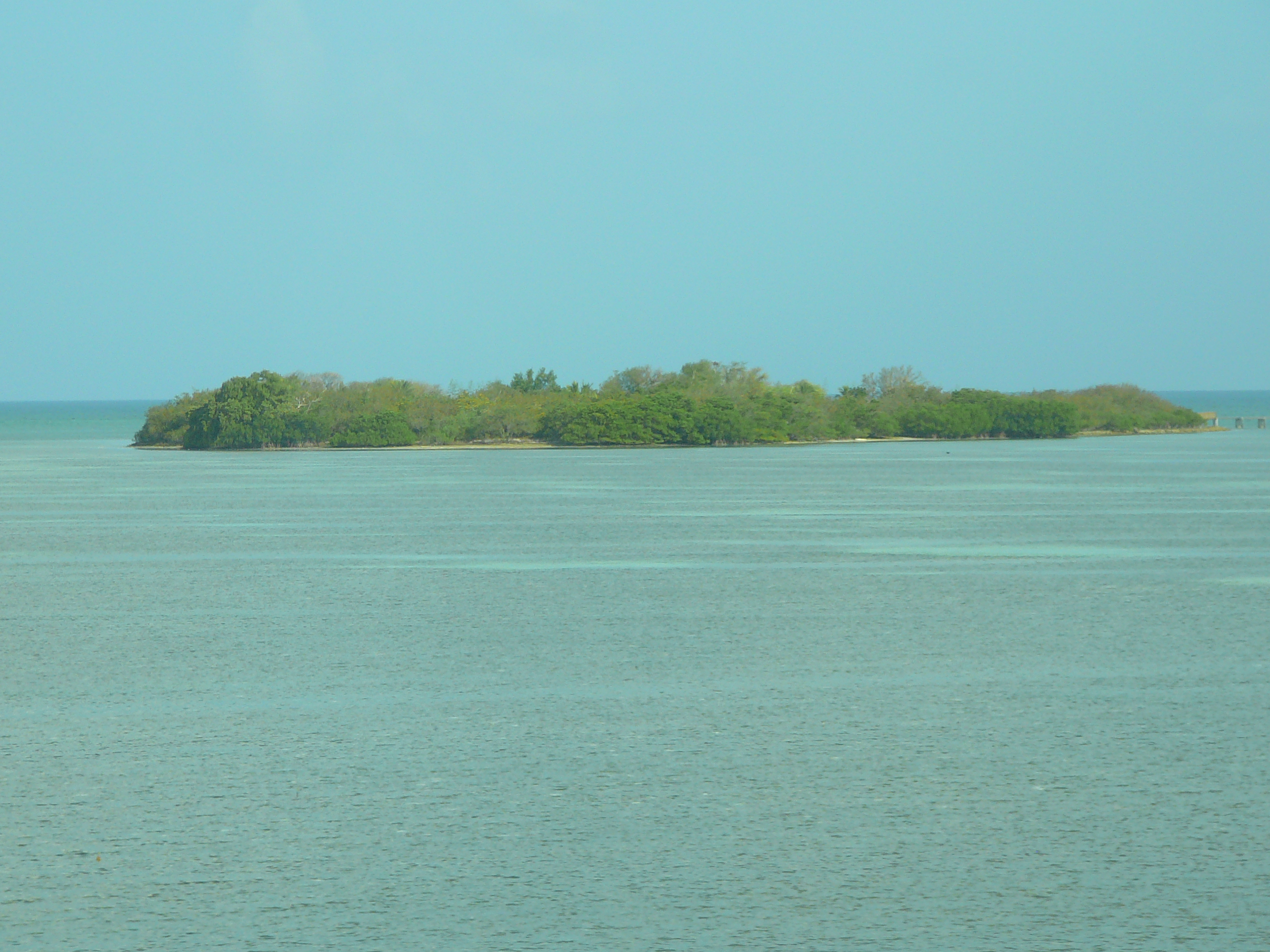
Indian Key, Florida Keys